# Адольф Гітлер Уунона
Адольф Гітлер Уунона, також відомий як Адольф Уунона (англ. Adolf Hitler Uunona; нар. 1965 чи 1966, Південно-Західна Африка) — намібійський політичний і громадський діяч, член партії «СВАПО».

## Життєпис
Адольф Гітлер Уунона народився в 1965/1966 році в Південно-Західній Африці (нині — Республіка Намібія). Він розпочав свою політичну кар'єру як активіст руху проти апартеїду. З 2005 року він є радником від Омпунджі, область Ошана. Тоді він переміг на муніципальних виборах, отримавши 1 697 голосів. Уунона балотувався на посаду радника в окрузі Омпунджа також у 2020 році. Його повне та подвійне ім'я не були вказані у виборчому бюлетені, лише «Адольф Г. Уунона». Вони були виявлені після оприлюднення офіційних результатів виборів. Адольф Уунона переміг на виборах, отримавши 1196 голосів (85% від загальної кількості голосів). Його опонент, Мумбала Абнер з партії «Незалежні патріоти за зміни», отримав 213 голосів. Після виборів Уунона став популярним, особливо завдяки своєму імені.

## Ім'я та прізвище
Уунона привернув увагу всього інтернету після перемоги на муніципальних виборах 2020 року, оскільки його ім'я та перша частина прізвища збігаються з ім'ям та прізвищем Адольфа Гітлера, фюрера Третього Рейху. В інтерв'ю німецькій газеті Bild він заявив, що «тільки в підлітковому віці усвідомив, яке ім'я дав йому батько». Він також сказав:
«У дитинстві для мене це було цілком нормальним ім'ям. І тільки коли я виріс, я зрозумів: ця людина хотіла захопити весь світ. Я не маю нічого спільного з жодною з його характеристик.... Мій батько назвав мене на честь цієї людини. Він, либонь, не розумів, ким був Адольф Гітлер. Це не означає, що я прагну до світового панування.»
Він також зазначив, що вже занадто пізно змінювати своє ім'я. Офіційно він представляється як Адольф Уунона.
Намібія була німецькою колонією, і німецькі імена, такі як Адольф, там не рідкість.